# Kuraray Zaō-backen
Kuraray Zaō-backen (japanska: クラレ蔵王シャンツェ) är en backhoppningsbacke i  vintersportorten Zaō Onsen i Yamagata, Japan, byggd 1978. Backen har sedan säsongen 2011/2012 varit en del av Världscupen i backhoppning för kvinnor. Mellan 2013 och 2015 renoverades backen och byggdes ut för att kunna fortsätta vara en del av världscupturnén. Målet var att bygga ut backen till en backstorlek av 106 meter men 2014 bestämde man sig för att sätta backstorleken på 102 meter. Sara Takanashi har backrekordet på 106 meter. Hemmaklubben är OC International Zao Ski Jumping.